# 奧斯瓦爾多·羅培茲·阿雷利亞諾
奧斯瓦爾多·羅培茲·阿雷利亞諾（西班牙語：Oswaldo López Arellano，1921年6月30日—2010年5月16日），宏都拉斯國民黨成員，军事人物，曾于1963年至1971年、1972年至1975年兩度通过军事政变推翻民选总统并自任宏都拉斯總統。在任期间，洪都拉斯与邻国萨尔瓦多因为世界杯足球赛爆发了足球战争。